# 中小企業組合検定試験
中小企業組合検定試験（ちゅうしょうきぎょうくみあいけんていしけん）とは中小企業等協同組合法第75条四に従い法律の範囲内で実施されている検定試験である。民間資格に部類される。

## 概要
中小企業組合検定試験は全国中小企業団体中央会（全国中央会）が行っており、試験は毎年12月の第1日曜日。
試験科目は、組合会計、組合制度、組合運営の3科目であり、それぞれの科目で60％以上の得点で合格となる。科目合格も認められており、一度合格した科目は3年間有効である。
中小企業等協同組合法第75条（抜粋）
全国中央会は、次の事業を行うものとする。
一 都道府県中央会の組織及び事業の指導並びに連絡
一の二 組合等の連絡
二 組合等に関する教育及び情報の提供
三 組合等に関する調査及び研究
四 組合等の組織、事業及び経営に関する知識についての検定
五 組合等の事業に関する展示会、見本市等の開催又はその開催のあつせん
六 前各号の事業のほか、組合等、都道府県中央会及び中小企業の健全な発達を図るために必要な事業

## 試験内容
各科目とも小論文（400字程度）と選択問題、記述問題がある。試験時間は組合会計120分、組合制度と組合運営はそれぞれ80分。

組合会計
修正仕訳及び決算仕訳を行ったうえで財務諸表を作成しなければならず、時間内に回答することが難しい科目である。小論文は主に基礎会計学を中心に出題される。
組合制度
中小企業等組合法などから出題される。組合の制度や法律についての出題がある。小論文は組合制度の起源及び歴史、各組合の違いなどが出題される。
組合運営
組合を実際に運営していく上での基礎知識を問われる。また、労働基準法や時事問題も出題される。小論文は組合運営上の課題に対する解決策等が出題される。

## 合格率
【平成30年度】合格率２４．６％　（新規受験者１８％　一部科目免除者３７％）
　受験者数：470名（新規：309名、一部科目免除：161名）
　合格者数：116名（新規：56名、一部科目免除：60名・）
【平成29年度】合格率４４．９％　（新規受験者３１％　一部科目免除者６５％）
　受験者数：545名（新規：326名、一部科目免除：219名）
　合格者数：245名（新規：102名、一部科目免除：143名）
【平成28年度】合格率２５．６％　（新規受験者１７％　一部科目免除者４３％）
　受験者数：547名（新規：362名、一部科目免除：185名）
　合格者数：140名（新規：61名、一部科目免除：79名）

## 合格後
中小企業組合検定試験に合格し、かつ、中小企業組合等の実務経歴3年以上あれば、中小企業組合士の称号を与えられ、全国中央会に備え付けられている組合士台帳に登録される。また、中小企業組合士会に加入することになり、中小企業組合の発展等、情報交換等の活動をすることもできる。